# Naftalí Bennett
Naftalí Bennett (en hebreo: נפתלי בנט‎; Haifa, 25 de marzo de 1972) es un político retirado israelí que se desempeñó como el 13.º primer ministro de Israel desde el 13 de junio de 2021 hasta el 1 de julio del 2022. Se desempeñó como ministro de Asuntos de la Diáspora de 2013 a 2019, como ministro de Educación de 2015 a 2019 y como ministro de Defensa de 2019 a 2020. Ha liderado el partido HaYamin HaHadash desde 2018, habiendo liderado previamente el partido Hogar Judío entre 2012 y 2018, así como del movimiento extra parlamentario Mi Israel y del Consejo del Área de Judea y Samaria.
Nacido y criado en Haifa e hijo de inmigrantes de los Estados Unidos, Bennett sirvió en las unidades de las fuerzas especiales Sayeret Matkal y Maglán de las Fuerzas de Defensa de Israel,comandando muchas operaciones de combate y, posteriormente, se convirtió en un empresario de software. En 1999, cofundó y fue copropietario de la compañía estadounidense Cyota, que opera en el espacio anti-fraude, centrada en el fraude bancario en línea, el fraude de comercio electrónico y el phishing. La compañía fue vendida en 2005 por 145 USD millones. También se ha desempeñado como CEO de Soluto, un servicio de computación en la nube israelí, vendido en 2013 por 100 USD-130 millones.
Bennett ingresó a la política en 2006, sirviendo como jefe de Gabinete de Benjamin Netanyahu hasta 2008. En 2011, junto con Ayelet Shaked, cofundó el movimiento extraparlamentario Israel Shelí (Mi Israel). En 2012, Bennett fue elegido como el líder del partido El Hogar Judío. En las elecciones a la Knesset de 2013, las primeras disputadas por El Hogar Judío bajo el liderazgo de Bennett, el partido ganó 12 escaños de 120.
Se desempeñó bajo el primer ministro Netanyahu como ministro de Economía y ministro de Servicios Religiosos de 2013 a 2015, antes de ser nombrado ministro de Educación en 2015. En diciembre de 2018, Bennett renunció de El Hogar Judío para formar la Nueva Derecha, miembro de la alianza Yamina. Después de perder su escaño en la Knesset en las elecciones de abril de 2019, fue despedido por Netanyahu como ministro de Educación en junio de 2019. Recuperó su escaño en las elecciones a la Knesset de septiembre de 2019 y fue nombrado ministro de Defensa, antes de dejar el cargo al año siguiente. En 2020, Bennett sucedió a Shaked para convertirse en el líder de la alianza Yamina.
El 2 de junio de 2021, Bennett acordó un gobierno de rotación con Yair Lapid, por el que Bennett serviría como primer ministro de Israel hasta 2023, después de lo cual Lapid asumiría el papel hasta 2025. Bennett juró el cargo el 13 de junio de 2021.

## Biografía
Bennett nació en Haifa, siendo el menor del los tres hijos de Jim y Myrna Bennett, inmigrantes judíos de San Francisco que hicieron la Aliá a Israel en noviembre de 1967, semanas después de la guerra de los Seis Días. Allí ejercieron como voluntarios en el Kibutz Dafna, donde aprendieron hebreo.
Los abuelos maternos de Bennett emigraron a Estados Unidos desde Polonia, Alemania y Países Bajos veinte años antes del estallido de la Segunda Guerra Mundial y se instalaron en Israel ya de adultos, estableciéndose en Haifa. Otros miembros de la familia materna fueron asesinados en Polonia durante el Holocausto.
Bennett asistió al "Yawne Yeshiva High-School" de Haifa y se convirtió en un líder juvenil (madrij) en la organización religiosa-sionista juvenil Bnei Akiva.
Durante su Servicio militar en las Fuerzas de Defensa de Israel en 1990, sirvió en las unidades Sayeret Matkal y Maglán como comandante de compañía y continúo sirviendo en la reserva, con el rango de comandante. Participó en 1996 con el rango de comandante en la Ofensiva israelí contra Hezbolá en el Líbano, incluyendo búsqueda y destrucción detrás de las líneas enemigas. El 18 de abril, mientras su unidad estaba bajo el fuego de los morteros, pidió apoyo aéreo cercano, lo que resultó en el bombardeo de la aldea de Qana.
Al finalizar el servicio militar, Bennett se licenció en Derecho por la Universidad Hebrea de Jerusalén. En 1999, fue cofundador de "Cyota", empresa de software anti-fraude donde ejerció como director ejecutivo. La compañía fue vendida en 2005 a RSA Security por un valor de 250 000 000 dólares americanos, lo que lo convirtió en multimillonario.

## Vida personal
La esposa de Bennett, Gilat Ethel Einav, es pastelera profesional. Ella era secular, pero ahora es religiosa y observa el sábado y la kashrut. La pareja tiene cuatro hijos y vive en Ra'anana, una ciudad a 20 kilómetros al norte de Tel Aviv. Su hijo mayor, Yonatan, lleva el nombre de Yonatan Netanyahu y su hijo menor, David Emmanuel, lleva el nombre de Emmanuel Moreno, que era un camarada de Bennett en las fuerzas especiales. Bennett adhiere al judaísmo ortodoxo moderno.

## Carrera política
Después de su participación en la Segunda Guerra del Líbano, Bennett se unió al líder de la oposición, Benjamín Netanyahu, y se desempeñó como su jefe de personal de 2006 a 2008. Dirigió la campaña electoral de Netanyahu para líder del Likud en agosto de 2007.
El 31 de enero de 2010, Bennett fue nombrado director general del Consejo de "Yesha", una organización que defiende los intereses de los colonos en los territorios ocupados, y dirigió la lucha en contra de la congelación de los asentamientos en 2010. Se desempeñó en este cargo hasta enero de 2012.
En abril de 2011, junto con Ayelet Shaked, fue cofundador de la organización "Mi Israel", que afirma estar compuesta por 94 000 miembros. En abril de 2012 fundó un movimiento llamado "Yisraelim" (israelíes). Los principales objetivos del movimiento incluyen, promover el sionismo entre los partidarios del centro-derecha, aumentar el diálogo entre las comunidades seculares y religiosas, y la promoción del Plan Bennett.
Posteriormente, Bennett abandonó el Likud y se unió al partido político La Casa Judía, al tiempo que anunciaba su candidatura a la dirección del partido. En las elecciones internas del 6 de noviembre de 2012, venció con el 67 % de los votos, siendo elegido jefe del partido. Su partido obtuvo 12 escaños en las elecciones legislativas de Israel de 2013, convirtiéndose así en la cuarta fuerza política del país.

## Ministro de Educación
Como ministro de Educación, instituyó un decreto por el que se prohibía a las escuelas públicas acoger a representantes de una serie de asociaciones israelíes críticas con las posturas del gobierno hacia los palestinos, apuntando en particular a la ONG Breaking the Silence. También hizo que se prohibiera el uso del término "Nakba" en los libros de texto escolares.
Su decisión de quitar del currículo escolar la novela "Una barrera viva", de la escritora Dorit Rabinyan, que cuenta las desventuras de Liat, israelí, y Jilmi, palestino, generó una ola de protestas que saturó las redes sociales. La decisión de censurar el libro llevó a muchos actores, publicistas, escritores e intelectuales así como políticos y educadores, a alzar su voz contra lo que denunciaron como un boicot impuesto por el ministerio a la novela de Rabinyan. El libro fue eliminado del currículo alegando que "alienta la asimilación".

## Ideología

### Conflicto árabe-israelí
En febrero de 2012, Bennett publicó un plan para la gestión del conflicto, llamada "Naftali Bennett: iniciativa de estabilidad". El plan se basa en parte en las siguientes iniciativas: "paz en la tierra" por Adi Mintz. y "La Iniciativa Israelí" de Benny Elon, las cuales se basan en las declaraciones del primer ministro Benjamin Netanyahu y de otros ministros del Likud que se manifestaron a favor de la anexión unilateral de algunos territorios de Cisjordania (Área de Judea y Samaria).
En 2013 afirmó que la Línea Verde, que marca los límites entre Israel y los territorios palestinos, «no tiene sentido» y uno de los anuncios de su campaña electoral avisaba de que «nunca habrá plan de paz con los palestinos». Tenía intención de anexionar la mayor parte de Cisjordania y dejar algunas ciudades palestinas como Ramala, Nablus y Yenín con autogobierno pero con seguridad israelí. En la campaña electoral de 2021, reiteró que nunca permitiría la creación de un Estado palestino porque así los palestinos controlarían sus fronteras, lo que les permitiría acoger a los millones de descendientes de la diáspora palestina repartida por el mundo. El regreso de tantas personas borraría la ventaja demográfica que los israelíes han construido durante los 130 últimos años y podría representar presiones en las fronteras con Israel por parte de los palestinos cuyo origen se encuentra en regiones y ciudades israelíes como Jaffa o Haifa.

### Economía y sociedad
Bennett cree en el libre mercado y en que las empresas privadas sean el motor del crecimiento económico en Israel, aunque se declara favorable a la asistencia social de ancianos y discapacitados.
De este modo, Bennett cree poder proporcionar mayores oportunidades a la población más desfavorecida de Israel.
En cuanto a la planificación urbanística, Bennett apoya la cesión de tierras en el Negev y Galilea a los veteranos israelíes para promover una solución nacional al problema de la "vivienda asequible", fomentando así una distribución más equitativa dentro de la población de Israel.[cita requerida]

#### Derechos LGBTIQ+
A diferencia de muchos de sus aliados históricos de la derecha religiosa, Bennett es considerado más liberal en lo que se refiere al colectivo LGBTQ. En 2015, luego del asesinato de una adolescente de 16 años en la marcha del orgullo LGTBI celebrada en Jerusalén, Bennet, quien era ministro de Educación en ese momento, ordenó preparar programas para prevenir futuros ataques contra la comunidad LGBTQ.
Sin embargo, a pesar de haber expresado en algunas ocasiones apoyo a los derechos LGBTQ en general, sus compromisos y sobre todo rivalidades dentro de la derecha del espectro político israelí le llevaron a aclarar que no tenía planes de impulsar cambios políticos en este aspecto, lo cual le ganó las críticas de la comunidad LGBTQ.
Un partidario del judaísmo ortodoxo, Bennett se opone a la introducción del matrimonio entre personas del mismo sexo en Israel.

#### Masacre del Hospital Bautista Al-Ahli
En 2023, durante el asedio al territorio palestino, Naftalí publicó en Twitter el aviso de este ataque contra Hamás, que después borró, por tratarse de un bombardeo contra el hospital bautista Al Ahli. Poco después publicó un mensaje donde contradecía estas palabras, afirmando que el ataque fue perpetrado por Hamás, reemplazándolo además por un video que la comunidad contextualizó, al tratarse de un archivo de 2020.